# Enrico Cernuschi
Enrico Cernuschi (Henri Cernuschi per i francesi) (Milano, 19 febbraio 1821 – Mentone, 11 maggio 1896) è stato un banchiere, patriota e collezionista d'arte italiano naturalizzato francese.
È ricordato per essere stato un'importante figura del Risorgimento. Esule in Francia divenne un importante uomo d'affari e uno dei fondatori della Banque de Paris. La sua passione per i viaggi e le sue possibilità economiche, gli permisero di creare un'importante collezione d'arte, oggi raccolta nel museo che lui stesso creò a Parigi e che porta il suo nome, il Museo Cernuschi.

## Biografia
Il patriota e futuro banchiere nacque a Milano da genitori benestanti. Il padre Claudio era un imprenditore di origine monzese, che possedeva una raffineria di zucchero, mentre la madre, Giuseppina Della Volta era cremonese. Primo di quattro fratelli, studiò nel collegio dei Barnabiti di Monza, poi si laureò a Pavia in utroque jure nel 1842 e quattro anni dopo ottenne l'abilitazione all'esercizio della professione forense ma di fatto non esercitò mai, occupato da altri interessi: partecipò infatti in modo attivo alle Cinque giornate di Milano del 1848.
Durante il periodo del Governo provvisorio, il Cernuschi, acceso repubblicano, avversò ostinatamente, fino a dimettersi, la volontà della maggioranza dei consiglieri di chiedere l'annessione al Regno di Sardegna.
Caduta Milano di nuovo in mano agli asburgici, si trasferì dapprima a Genova, quindi a Firenze ed infine a Roma, ove fu eletto deputato all'Assemblea costituente romana, nelle elezioni del 21 febbraio 1849. Nell'aprile dello stesso anno partecipò alla difesa della Repubblica Romana e fu autore del decreto della sua capitolazione che lesse in Assemblea tra le lacrime. Si mostrò poi con una bandiera della Repubblica Romana e gridò  "Viva la Repubblica" di fronte ai francesi il giorno stesso dell'occupazione di Roma da parte della truppe del generale Oudinot. Per tale motivo fu arrestato e condotto a Civitavecchia nel 1850, con l'accusa di danneggiamenti alle proprietà francesi in Roma; dopo un breve periodo di detenzione a Castel Sant'Angelo fu processato ed assolto dalle accuse sia in primo che in secondo grado. Trasferitosi in Francia, dopo un breve periodo d'internamento a Bourges, poté recarsi libero a Parigi, ove pose la sua residenza e dove, nel 1852, s'impiegò presso il Crédit mobilier, ove fece una rapida carriera, diventando dopo qualche anno consigliere d'amministrazione. Nel 1859 lasciò quest'attività per dedicarsi al commercio delle carni, impegnandosi in un'attività commerciale di tipo cooperativistico, che tuttavia fallì miseramente. 

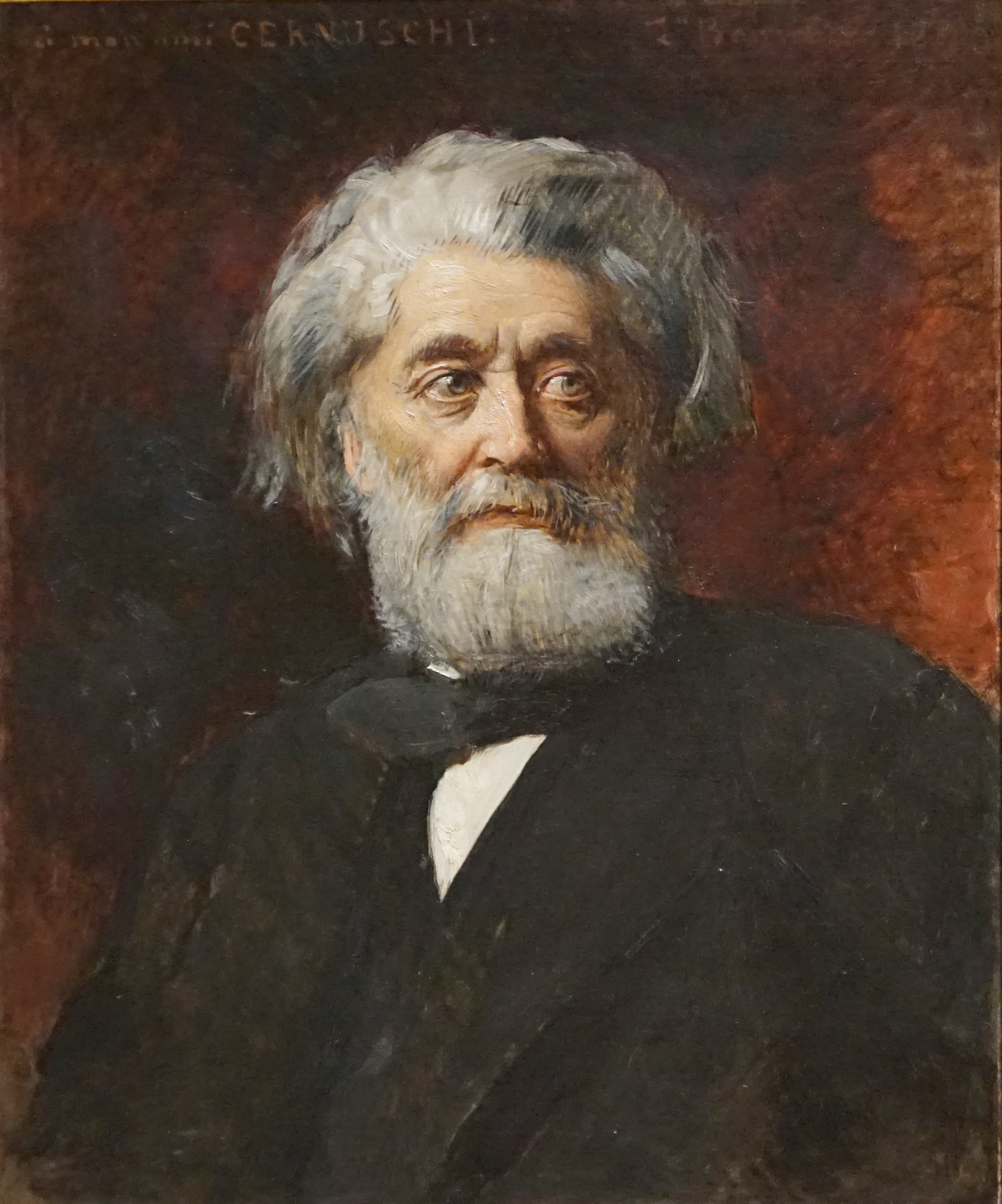
Ritratto di Enrico Cernuschi, opera di Léon Bonnat, Parigi, Musée Cernuschi

Nel 1865 pubblica un suo saggio sul bimetallismo intitolato Mécanique de l’échange e riprende l'attività bancaria e finanziaria, diventando tra l'altro uno dei fondatori della Banque de Paris nel 1869.

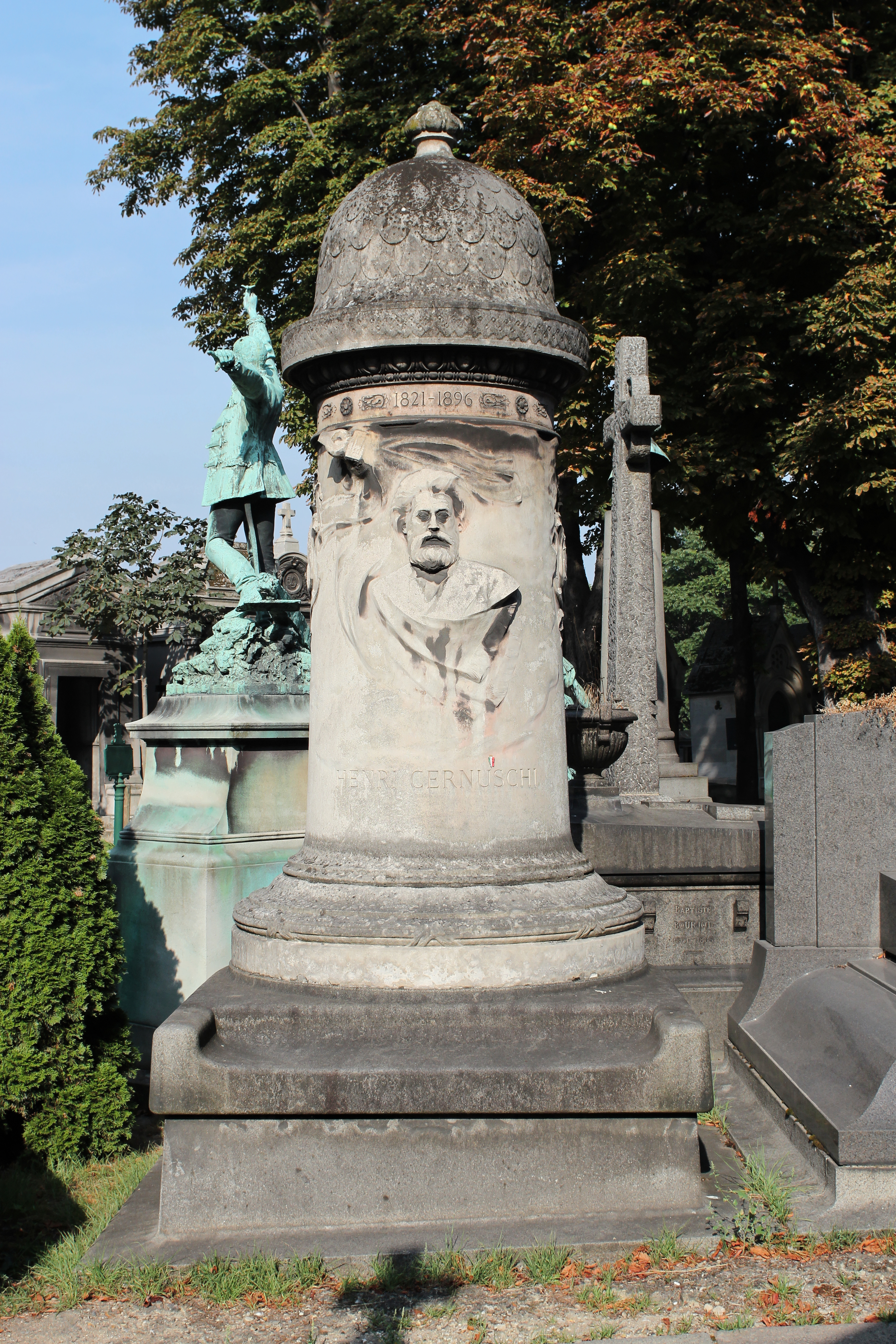
Tomba di Enrico Cernuschi al cimitero di Père-Lachaise

Ebbe un ruolo importante nell'opposizione al Secondo Impero, e nel mese di aprile 1870, avendo contribuito con una grossa somma ai fondi di una commissione formata per combattere il plebiscito napoleonico ed essendo divenuto comproprietario del giornale repubblicano Le Siècle, fu costretto a lasciare la Francia, quindi si trasferì in Svizzera.
Dopo il crollo dell'Impero, nel mese di settembre in seguito alla proclamazione della Terza Repubblica francese, Cernuschi ottenne il permesso di tornare a Parigi, ma presto lasciò di nuovo la città per viaggiare in Estremo Oriente.
Quando Cernuschi tornò a Parigi possedeva una collezione di bronzi, sete, porcellane, libri illustrati e oggetti d'arte Orientale. Organizzò tra il 1873 e il 1874 una grande mostra di opere orientali al Palais de l'Industrie ed estese questa sua collezione per il resto della sua vita.
Lasciò la sua collezione alla città di Parigi, così come la sua residenza privata al n.7 in Avenue Velasquez, ai bordi del Parc Monceau nell'8º arrondissement, utilizzata come museo. 
Oggi, il Museo Cernuschi comprende arte cinese, statuaria funeraria, sete dipinte ottavo secolo, terrecotte neolitiche (III millennio a.C.), oggetti in bronzo dell'antica Persia, un Buddha Amithaba dell'VIII secolo, oltre a esempi di calligrafia.
Come banchiere, Cernuschi è meglio conosciuto per le sue pubblicazioni sulle questioni finanziarie, più in particolare relativamente al sistema monetario denominato "bimetallismo". Si suppone che il termine "bimetallismo" abbia avuto origine proprio con lui.
A sostegno del bimetallismo scrisse decine di pubblicazioni, eccone alcune: Mécanique de l'échange (1861); Illusion des sociétés coopératives (1886); Le Bimétallisme en Angleterre (1879), Le Grand procès de l'Union latine (1884).
Nel 1896 mori nella città di Mentone e fu sepolto a Parigi nel Cimitero di Père-Lachaise.